# Рубилово (Островський район)
Рубилово (рос. Рубилово) — присілок в Островському районі Псковської області Російської Федерації.
Населення становить 224 особи. Входить до складу муніципального утворення Бережанская волость.

## Історія
Від 2015 року входить до складу муніципального утворення Бережанская волость.

## Населення
| 2001 | 2002 | 2010 |
| ---- | ---- | ---- |
| 292  | ↘269 | ↘224 |